# F. Uhrenholt
F. Uhrenholt Holding A/S eller Uhrenholt A/S er en dansk fødevarevirksomhed, der er engageret i engroshandel med mejeriprodukter, frosne bær & grøntsager samt planteprotein. I 2022 havde de 240 ansatte og omsatte for ca. 3 mia. kroner. Deres produkter sælges under private label og egne mærker som Emborg, Friendship, Amigo og Mon Ami. Det nuværende holdingselskab blev etableret i 2002 og er ejet af familien Uhrenholt. De har hovedkvarter i Middelfart og international tilstedeværelse igennem datterselskaber i ca. 20 lande.